# Царедарівська сільська рада (Лозівський район)
Цареда́рівська сільська́ ра́да — адміністративно-територіальна одиниця та орган місцевого самоврядування в Лозівському районі Харківської області. Адміністративний центр — село Царедарівка.

## Загальні відомості
Царедарівська сільська рада утворена в 1987 році.
- Територія ради: 73,188 км²
- Населення ради: 1 497 осіб (станом на 2001 рік)

## Населені пункти
Сільській раді підпорядковані населені пункти:
- с. Царедарівка
- с. Запорізьке
- с-ще Нове
- с. Полтавське
- с. Водолага
- с. Рубіжне

## Склад ради
Рада складається з 16 депутатів та голови.
- Голова ради:
- Секретар ради: Кречик Наталія Миколаївна

### Керівний склад попередніх скликань
| Прізвище, ім'я, по батькові | Основні відомості                                                 | Дата обрання | Дата звільнення |
| --------------------------- | ----------------------------------------------------------------- | ------------ | --------------- |
| Черв'як Федір Іванович      | Сільський голова, 1952 року народження, безпартійний              | 26.03.2006   | 03.06.2010      |
| Логвиненко Микола Іванович  | Сільський голова, 1958 року народження, освіта вища, безпартійний | 31.10.2010   | 22.01.2015      |

Примітка: таблиця складена за даними сайту Верховної Ради України

### Депутати
За результатами місцевих виборів 2010 року депутатами ради стали:

#### За суб'єктами висування
| Суб'єкт висування                         | Кількість обраних депутатів | %    |
| ----------------------------------------- | --------------------------- | ---- |
| Партія регіонів                           | 11                          | 68,8 |
| Народна партія                            | 2                           | 12,5 |
| Партія «Відродження»                      | 2                           | 12,5 |
| Партія промисловців і підприємців України | 1                           | 6,3  |

#### За округами
| № округу                                  | Прізвище, ім'я, по батькові     | Дата визнання обраним | Освіта             | Партійна приналежність | Відомості про обраного депутата                                         |
| ----------------------------------------- | ------------------------------- | --------------------- | ------------------ | ---------------------- | ----------------------------------------------------------------------- |
| Народна Партія                            |                                 |                       |                    |                        |                                                                         |
| 6                                         | Кречик Наталія Миколаївна       | 05.11.2010            | вища               | позапартійна           | Царедарівська сільська рада, секретар                                   |
| 13                                        | Баранова Світлана Володимирівна | 05.11.2010            | середня            | позапартійна           | Полтавське відділення поштового зв'язку, листоноша                      |
| Партія «ВІДРОДЖЕННЯ»                      |                                 |                       |                    |                        |                                                                         |
| 2                                         | Дунай Яна Сергіївна             | 05.11.2010            | вища               | позапартійна           | Локомотивне депо «Лозова», інженер                                      |
| 9                                         | Сорока Олександр Миколайович    | 05.11.2010            | вища               | позапартійний          | НТЗ «База 40», головний інженер                                         |
| Партія промисловців і підприємців України |                                 |                       |                    |                        |                                                                         |
| 7                                         | Пашко Марія Василівна           | 05.11.2010            | середня            | позапартійна           | ПП Попович, продавець                                                   |
| Партія регіонів                           |                                 |                       |                    |                        |                                                                         |
| 1                                         | Жилка Олексій Володимирович     | 05.11.2010            | вища               | позапартійний          | ДП «Укрспецвагон», інженер                                              |
| 3                                         | Петренко Світлана Володимирівна | 05.11.2010            | середня спеціальна | позапартійна           | Царедарівський НВК, вчитель                                             |
| 4                                         | Сайчук Юрій Васильович          | 05.11.2010            | вища               | позапартійний          | приватний підприємець                                                   |
| 5                                         | Самойлов Віктор Володимирович   | 05.11.2010            | середня            | позапартійний          | Царедарівський НВК, оператор котельні                                   |
| 8                                         | Козороз Сергій Вікторович       | 05.11.2010            | вища               | позапартійний          | ПП «Агромаркет», інженер                                                |
| 10                                        | Іваничко Федір Омельянович      | 05.11.2010            | середня спеціальна | позапартійний          | приватний підприємець                                                   |
| 11                                        | Саковець Надія Михайлівна       | 05.11.2010            | середня спеціальна | позапартійна           | Полтавська філія Лозівське ХПП, кухар                                   |
| 12                                        | Полатайко Геннадій Михайлович   | 05.11.2010            | середня            | позапартійний          | ДП «Укрспецвагон», столяр                                               |
| 14                                        | Мезін Сергій Сергійович         | 05.11.2010            | вища               | позапартійний          | Держ. інспекція з контроля використання спец. земель, начальник відділу |
| 15                                        | Халіна Ірина Олександрівна      | 05.11.2010            | середня спеціальна | позапартійна           | Водолазький фельдшерсько-акушерський пункт, молодший мед. працівник     |
| 16                                        | Савченко Олена Петрівна         | 05.11.2010            | середня            | позапартійна           | тимчасово не працює                                                     |